# 阿爾韋亞爾軍需部長鎮

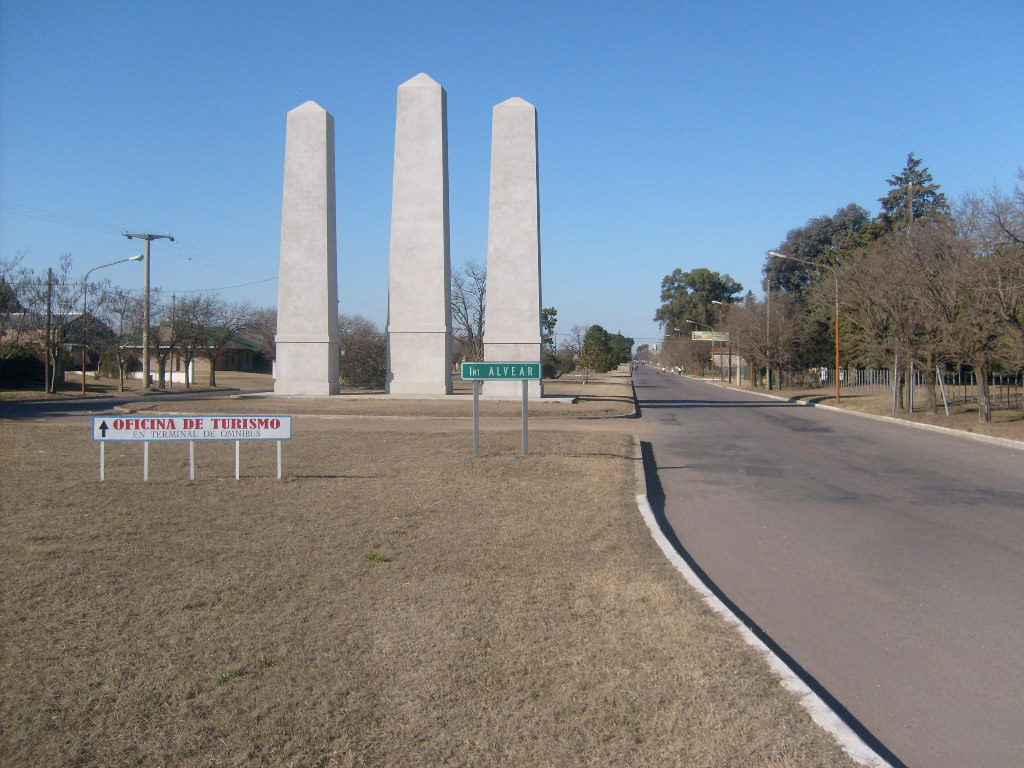
阿爾韋亞爾軍需部長鎮

阿爾韋亞爾軍需部長鎮（西班牙語：Intendente Alvear），是阿根廷的城鎮，位於該國中部拉潘帕省，是查帕萊烏富縣的首府，始建於1896年11月26日，海拔高度123米，2010年人口7,510。
35°14′S 63°35′W / 35.233°S 63.583°W